# Aquilegia gubanovii
Aquilegia gubanovii är en ranunkelväxtart som beskrevs av R.V. Kamelin. Aquilegia gubanovii ingår i släktet aklejor, och familjen ranunkelväxter. Inga underarter finns listade i Catalogue of Life.